# Волзька (станція метро)
«Волзька» (рос. Волжская) — 157-ма станція Московського метрополітену, розташована на південному радіусі Люблінсько-Дмитровської лінії між станціями «Печатники» і «Любліно». Названа по поруч розташованому Волзькому бульвару. Відкрита 28 грудня 1995 року, у складі черги «Чкаловська» — «Волзька». Розташована в однойменному районі Москви.

## Технічна характеристика
Конструкція станції — однопрогінна (глибина закладення — 8 м). Споруджена за типовим проектом, із збірних монолітних залізобетонних балок.

## Оздоблення
Вестибюлі і платформний простір станції виконані в єдиному стилі. Колійні стіни облицьовані емальованим алюмінієм білого (вгорі) та червоного (посередині) кольорів і мармуром (внизу). Підлога викладена гранітом світло-сірого кольору. По осі залу розташовуються групи сидінь і оригінальні світильники, розміщені в торшерах, що забезпечують освітлення станції. Внаслідок усього цього станція — одна з найтемніших у Московському метрополітені.

## Вестибюлі
Вихід в місто здійснюється по сходах до Краснодонської вулиці, до Волзького бульвару і до міської лікарні № 68 через східний вестибюль, а також до вулиці Шкульова через західний.

## Колійний розвиток

Схема колійного розвитку станції Волзька

Спочатку перша черга Люблінської лінії мала прямувати до станції «Любліно», де був побудований одноколійний тупик. Проте плани змінилися і кінцевою стала спочатку не передбачена для цього «Волзька», тому для обороту потягів перед станцією був побудований перехресний з'їзд. Майже рік, до продовження лінії у бік станції «Мар'їно», потяги з центру прибували на кожну з колій по черзі, потім одна з колій перехресного з'їзду була розібрана, але можливість обороту потягів у разі необхідності на станції зберіглася.

## Пересадки
- Автобуси: с4, 228, 312, 530, 551, 551к, 658, 713, т74, н5